# 600-as vasúti fővonal
A 600-as vasúti fővonal Románia egyik vasúti fővonala a Barlád, Făurei, Jászvásár, Páskán, Románvásár, Tekucs és Vászló nyomvonalon, 560 km hosszan. A vasútvonal 395 km hosszú. A vonal 7 vasútvonalból áll, melyeken 17 állomás található.

## Mellékvonalak
- 600 Făurei – Tekucs – Barlád – Crasna – Vászló – Jászvásár – Ungheni (395 km)[1]
- 603 Bârlad – Fălciu Nord – Prut (82 km)
- 604 Crasna – Huszváros (33 km)
- 605 Románvásár – Buhăieşti (71 km)
- 606 Jászvásár – Szépvásár – Páskán (76 km)
- 607 Jászvásár – Harló (64 km)
- 608 Jászvásár – Dângeni – Dorohoj (154 km)